# Jang Hjon-mo
Jang Hjon-mo (korejsky 양 형모, anglickým přepisem: Yang Hyun-mo; 23. března 1971) je bývalý jihokorejský zápasník – volnostylař. Dvakrát startoval na olympijských hrách, v roce 1996 vybojoval v Atlantě bronzovou medaili v kategorii do 82 kg, o čtyři roky později na hrách v Sydney vybojoval šesté místo v kategorii do 85 kg. Třikrát startoval na mistrovství světa, v roce 1995 obsadil sedmnácté, v letech 1998 a 1999 osmé místo. Na mistrovství Asie vybojoval v roce 1993 bronzovou medaili a v roce 1995 páté místo. V roce 1994 vybojoval čtvrté a v roce 1998 páté místo na Asijských hrách.